# Bissen-Moulin
Bissen-Moulin (lb. Biisser Millen, niem. Bissener Mühle) – mała miejscowość (lieu-dit) w środkowym Luksemburgu, w kantonie Mersch, w gminie Bissen. Do 3 października 2015 miejscowość leżała w dystrykcie Luksemburg.